# NGC 5093
NGC 5093 este o infrared source⁠(d) situată în constelația Câinii de Vânătoare. A fost descoperită în 18 martie 1787 de către William Herschel.